# Lanterne Verte
Lanterne Verte (česky Zelená lucerna) byl nevěstinec v Paříži. Nacházel se na rohu ulic Rue de Chartres a Rue de la Goute d'Or v 18. obvodu. Zvláštností tohoto nevěstince bylo, že neměl žádné pokoje. Podnik tvořila kavárna, kde obsluhovaly nahé dívky, které zároveň na místě poskytovaly i sexuální služby. Nevěstinec ukončil svou činnost v roce 1921.